# 天国までの百マイル (F-BLOODの曲)
「天国までの百マイル」（てんごくまでのひゃくマイル）は、F-BLOOD3枚目のシングル。2000年11月22日、ソニー・ミュージックアソシエイテッドレコーズから発売された。

## 概要
2年10ヶ月振りのシングル。映画『天国までの百マイル』主題歌。同作品を観てオリジナル映画グッズが抽選で当たる、応募ハガキが封入。ソニー・ミュージックアソシエイテッドレコーズ移籍第1弾シングル。

## 収録曲
全曲作詞:藤井フミヤ、作曲:藤井尚之
1. 天国までの百マイル 
編曲:富田素弘 
映画『天国までの百マイル』主題歌
2. TILL THE END
編曲:藤井尚之・飯野竜彦